# Java transaction service
JTS (Java transaction service - «служба транзакций Java») — это термин, используемый в разработке программного обеспечения на языке Java. При обмене данными между несколькими компонентами одного или нескольких приложений часто важно обрабатывать эти коммуникации и связанные с ними операции в приложениях в рамках общей транзакции. JTS описывает сервис (в смысле программного обеспечения), который контролирует транзакции. Связь между приложениями, реализованными в Java и JTS, осуществляется через протокол, называемый Java Transaction API (JTA).
JST — является спецификацией для построения менеджер транзакций, который отображает на Object Management Group (OMG) Service Object Transaction (OTS), используемый в Common Request Object Broker Architecture (CORBA) архитектуре. Он использует общий протокол Inter-ORB (IIOP) для распространения транзакций между несколькими менеджерами транзакций JTS.
Сервер веб-приложений на основе Java EE реализован на основе JTS.

## История версий
| JTS version | Объявление | Платформа Java | Важное изменение |
| ----------- | ---------- | -------------- | ---------------- |
| JTS 1.0     |            | Java EE 5      |                  |